# 新鶴羽駅
新鶴羽駅（しんつるばえき）は、熊本県球磨郡多良木町大字多良木にあるくま川鉄道湯前線の駅である。駅番号は13。

## 歴史
- 1989年（平成元年）10月1日：九州旅客鉄道（JR九州）湯前線のくま川鉄道への転換に併せて開業[1][2]。

## 駅構造

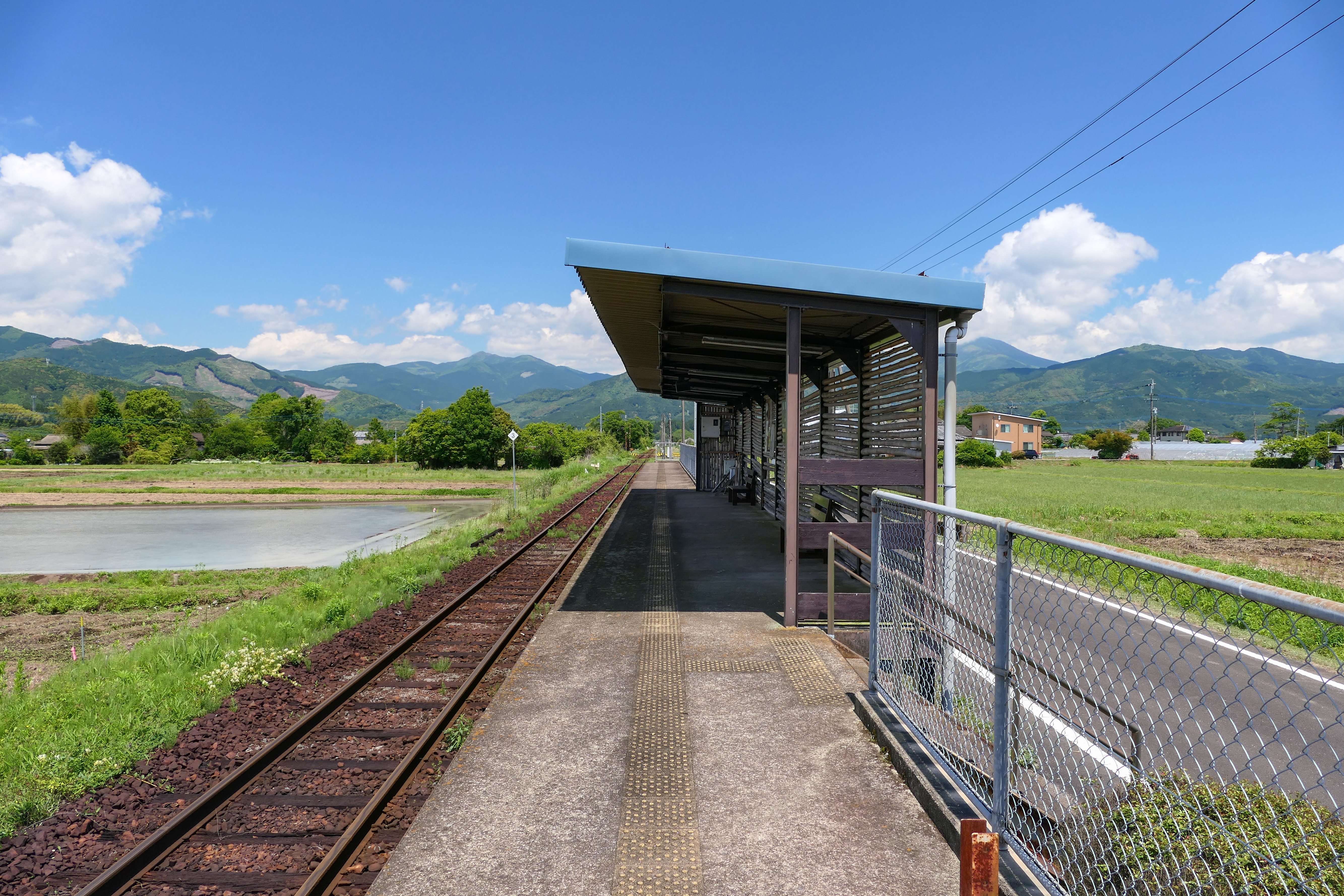
ホーム（2023年5月）

単式1面1線で4両が停車できる短いホームを持つ地上駅。待合所がある無人駅であるが、トイレは設置されていない。

## 利用状況
1日の平均乗降人員は以下の通りである。
| 1日乗降人員推移 | 1日乗降人員推移 |
| 年度            | 1日平均人数     |
| --------------- | --------------- |
| 2011年          | 14              |
| 2012年          | 11              |
| 2013年          | 11              |
| 2014年          | 7               |
| 2015年          | 15              |
| 2016年          | 15              |
| 2017年          | 8               |
| 2018年          | 22              |

## 駅周辺
周辺は田園地帯であるが集落や商店なども点在している。また、産交バスの鶴羽バス停が当駅より約300メートルの国道219号沿いにある。
- 国道219号
- 百太郎溝
- 水戸神社
- 百太郎公園
- 球磨川
- 百太郎橋
- 九州自然歩道

## 隣の駅
くま川鉄道
■湯前線
東多良木駅（12） - 新鶴羽駅（13） - 湯前駅（14）